# Бингам (окръг)
Окръг Бингам (на английски: Bingham County) е окръг в щата Айдахо, Съединени американски щати. Площ 5491 km² (2,53% от площта на щата, 12-о място по големина). Население – 45 927 души (2017), 7-о място по население в щата, гъстота 8,36 души/km². Административен център град Блекфут.
Окръгът е разположен в югоизточната част на щата. Граничи със следните окръзи: на запад – Блейн, на северозапад – Бют, на север – Джеферсън, на североизток и изток – Бонвил, на юг – Карибу и Банок, на югозапад – Пауър. Релефът е предимно равнинен, като заема горната част на обширната планинска долина на река Снейк. В източната част на окръга са разположени крайните западни разклонения на хребета Уайоминг и тук се намира най-високата му точка в хребета Блу Ридж (на английски: Blue Ridge – син хребет) 7550 f (2301 m). От североизток на югозапад протича участък от горното течението на река Снейк (ляв приток на Колумбия), на която е изграден язовирът Американ Фолс, десният бряг на който попада на територията на окръга. От ляво в река Снейк се влива река Блекфут.
Най-голям град в окръга е административният център Блекфут 11 899 души (2010 г.), втори по големина е град Шели 4409 души (2010 г.), разположен на 24 km североизточно от Блекфут, а трети по големина е град Абърдийн 1994 души (2010 г.), разположен в югозападната част на окръга, в близост до язовира Американ Фолс.
През окръга преминават участъци от 1 междущатска магистрала и 2 междущатски шосета:
- Междущатска магистрала  – 33 мили (53,1 km), от югозапад на североизток покрай двата най-големи града;
- Междущатско шосе  – 16 мили (25,7 km), от запад на изток, в крайната северна част на окръга;
- Междущатско шосе  – 50 мили (80,5 km), от северозапад на югоизток, а след град Блекфут, на североизток.

Окръгът е образуван на 13 януари 1885 г., като е отделен от окръг Оунайда и е наименуван от губернатора на щата Айдахо Уилям Бун в чест на своя приятел Хенри Бингам (1841 – 1912), конгресмен от Пенсилвания. През 1893 г. от окръг Бингам е отделен окръг Фримонт, през 1911 г. – окръг Бонвил, през 1913 г. – окръг Пауър, а през 1917 г. – окръг Бют. В южната част на окръга попада северния участък на индианския резерват „Форт Хъл“.